# Anguilla interioris
Anguilla interioris is een  straalvinnige vissensoort uit de familie van echte palingen (Anguillidae). De wetenschappelijke naam van de soort is voor het eerst geldig gepubliceerd in 1938 door Whitley.